# Morozumi Range
Morozumi Range är en bergskedja i Antarktis. Den ligger i Östantarktis. Nya Zeeland gör anspråk på området.
Morozumi Range sträcker sig 35 kilometer i nord-sydlig riktning. Den högsta toppen är Berg Peak, 1 870 meter över havet.
Topografiskt ingår följande toppar i Morozumi Range:
- Berg Peak
- Bührenberg
- Mount Engelberg
- Hornfelsgipfel